# 上一駅
上一駅（サンイルえき、朝鮮語: 상일역）は、朝鮮民主主義人民共和国咸鏡南道徳城郡にある駅で、徳城線に属する。

## 隣の駅
徳城線
松中駅 - 上一駅 - 上里駅